# Эрхай
Эрхай (кит. 洱海) — горное озеро в китайской провинции Юньнань. Высота — 1974 м над уровнем моря. Размеры составляют 42,5 км (юг-север) на 6,3 км, площадь — 250 км². Озеро занимает второе (после Дяньчи) место в провинции и седьмое в стране по площади и объёму. Из озера вытекает река Фыншуйцзян (бассейн Меконга).
С запада котловину озера ограничивает хребет Дяньцаншань, на берегу расположен древний город Дали. С гор в озеро впадают 18 рек. 19,8 % бассейна занимают леса, 24,8 % — кустарники, 2,5 % — луга, 9,5 % — рисовые поля, 2,6 % застроено.
Из-за интенсивного забора воды из озера его уровень между 1977 и 1988 годами опустился на 1,7 м, а объём уменьшился на 430 млн кубометров. Ветра вызывают на поверхности озера течение против часовой стрелки.
Озеро образовалась в результате опускания разлома. Район озера заселён со времён неолита.
ХПК воды составляет 2,8 мг/л; БПК — 1,3 мг/л; концентрация азота — 0,31 мг/л; концентрация фосфора — 0,018 мг/л.